# ドレミソラ
『ドレミソラ』は、2002年7月29日から9月27日まで平日13:30 - 14:00に、毎日放送テレビ（MBSテレビ）制作・TBSテレビ系の「ドラマ30」枠で放送された昼ドラである。全45話。

## 概要
愛憎劇が主体の昼ドラマでは珍しい学園ドラマで、放送時期が夏休みと言うこともあり中高生の視聴者も多かった。
昼ドラマではあるが、ゴールデン枠のドラマに負けず劣らずの豪華キャストである。生徒役で野球解説者の大沢啓二の実孫である大沢あかね、後に雑誌「セブンティーン」のモデルとしても活躍した芳賀優里亜、ドラマ『ROOKIES』で今岡忍役を演じた尾上寛之など、後に活躍する若手役者を輩出した。また、他の登場人物でも後に『水戸黄門』の5代目渥美格之進役を演じる合田雅吏などが出演していた。
2008年、内博貴のテレビ出演復帰に伴い、DVD化された。
ちなみに本作はハイビジョンで収録され、本放送時はサイドカットされていたが、DVDでは16:9で収録された。

## キャスト

### 私立聖陵学園
安西美空〈24〉
演 - 黒谷友香
本作主人公。1978年（昭和53年）5月19日生まれの24歳。血液型O型。かつてはアイドル演歌歌手「桃色春香」として音楽活動に明け暮れていたが、いつまでも自分の名前が売れない日々に嫌気が差し地方巡業の最中に逃げ出した過去を持つ。音楽教師になった動機は「楽で美味しいバイト」の広告で見つけた事から。性格は無鉄砲で、敬語を使わず相手が上司でも高圧的な態度で接し、生徒の保護者でも構わずタメ口で話す。実家は芦屋のお嬢様。
中野遙〈14〉
演 - 大沢あかね
特進Aの生徒。14歳。老舗煎餅屋「うさぎ屋」の一人娘。元気が取り柄だが勉強が苦手。頭で深く考えず直感で動くので失敗ばかり。
森克巳〈14〉
演 - 内博貴
「うさぎ屋」の隣で経営する新興煎餅屋「煎餅ファクトリー」の一人息子。特進Aの生徒。14歳。無口でプライドが高い。元々はサッカー部のエースで個人プレーが多く、その時から一匹狼で同性からは嫌われていたが足を怪我して挫折する。
柴田瑞穂〈14〉
演 - 芳賀優里亜
特進Aの生徒。内気な性格で、試験の時には緊張のあまり実力を発揮出来ず、好成績を記録出来なかった少女。
有沢七海〈14〉
演 - 田川惠理
特進Aの生徒で、ギャル系のツンデレ少女。
神田篤朗〈14〉
演 - 尾上寛之
特進Aの生徒で、バイク屋の息子。
大城武〈30〉
演 - 合田雅吏
傲慢な性格で特進Aを作り生徒たちを退学に追い込もうとする。
榎本俊介〈58〉
演 - 山本圭
私立聖陵学園音楽教師。58歳。趣味はチェスとインターネット。音楽準備室を憩いの場として提供している。外見は冴えない窓際教師で周囲の教師からも異端視されているが、実は洞察力に優れ本作序盤から美空の本質を見抜く。美空の良き理解者。
水橋千夏〈14〉
演 - 相沢優奈
遥の親友。Dクラスの生徒。
内山葉子〈14〉
演 - 岸田奈緒美
遥の親友。Dクラスの生徒。
吉田恭子
演 - 堀朱里
委員長。Eクラスの生徒。
山岡
演 - 吉田勝浩
Eクラスの生徒。
秋山
演 - 伊藤政氏
サッカー部員。
嘉村侑子〈24〉
演 - 濱田佳菜
Dクラスの担任。英語教師。
池上慎吾〈25〉
演 - 川原田樹
Aクラスの担任。国語教師。
宮下善之助〈62〉
演 - 須永克彦
私立聖陵学園の理事長。
関口満〈55〉
演 - 芝本正
私立聖陵学園校長。美空からは「タヌキ」と呼ばれている。

### その他
中野源造〈44〉
演 - 佐藤正宏
遥の父。老舗の煎餅屋「うさぎ屋」の六代目。煎餅は味にこだわる職人気質。
中野文子〈38〉
演 - 竹井みどり
遙の母。源造とともに「うさぎ屋」を切り盛りする。
森恒彦〈40〉
演 - 関秀人
克巳の父。桃色春香のファン。煎餅は味より安さを重要視している。源造とはいつも喧嘩が絶えない。
森夏子〈35〉
演 - 押谷かおり
克巳の母。
リカ〈12〉
演 - 長谷川愛
美空の従姉妹。
彩
演 - 魏涼子
中学校教師。
坊主頭（山田正人）〈35〉
演 - 隈本晃俊
美空の元マネージャー。借金を返せとたびたび怒鳴り込んでくる。
安西航太郎〈55〉
演 - 津嘉山正種
美空の父。
安西春奈〈49〉
演 - 高畑淳子
美空の母。

## スタッフ
- 脚本 - 篠崎絵里子、国井桂
- 音楽 - 渡辺博也
- 演出 - 竹園元（第1回 - 第20回）、亀井弘明（第21回 - 第30回）、芝野昌之（第31回 - 最終回）
- 主題歌 - YeLLOW Generation「北風と太陽」（DefSTAR Records）
- 制作 - 青井邦臣
- プロデューサー - 芝野昌之、藤井謙一
- 制作協力 - MBS企画
- 製作著作 - 毎日放送